# Maisons situées 46, 48 et 50 rue Knez Mihajlova à Belgrade
Les maisons situées 46, 48 et 50 rue Knez Mihajlova (en serbe cyrillique : Грађанске куће у Кнез Михаиловој улици ; en serbe latin : Građanske kuće u Knez Mihailovoj ulici) se trouvent à Belgrade, la capitale de la Serbie, dans la municipalité urbaine de Stari grad. En raison de son importance architecturale, cet ensemble, construit en 1869 et 1870, figure sur la liste des monuments culturels protégés de la république de Serbie (identifiant no SK 83) et sur la liste des biens culturels de la ville de Belgrade.

## Présentation
Les maisons situées 46, 48 et 50 rue Knez Mihajlova constituent un ensemble (ou blok) particulièrement préservé qui témoigne de l'urbanisme à Belgrade dans les années 1870. Elles ont été construites en 1869 et 1870 et ont été réalisées pour remplir une double fonction commerciale et résidentielle. Elles correspondent au plan d'urbanisme conçu par Emilijan Joksimović en 1867. Elles font partie de l'important centre commerçant que constitue la rue Knez Mihailova et sont marquées par l'historicisme de leur époque, avec de nombreux éléments appartenant au romantisme et au style néorenaissance ; elles témoignent aussi, à Belgrade, de l'abandon de la structure en bois et de la tradition balkanique et de l'adoption par les architectes de styles plus européens.
La maison située au n° 46 a appartenu au marchand Veljko Savić ; la kafana appelée Krstina mehana se trouvait au n° 48 et la maison du n° 50 servait de résidence à Hrisanta Kumanudi.